# Tim Legler
Timothy Eugene « Legs » Legler (né le 26 décembre 1966 à Washington) est un joueur américain de basket-ball de NBA puis consultant sur ESPN.

## Université
Legler rejoint l'université La Salle, où il devient Academic All-American et inscrit 1 699 points en quatre saisons. Il est l'un des 17 joueurs de l'histoire de l'école à marquer au moins 1 000 points en carrière, et l'un des trois à être nommé Academic All-American. Legler mène La Salle au titre du National Invitation Tournament 1987 au Madison Square Garden, et à la qualification du tournoi NCAA 1988. Il est intronisé au Philadelphia Big 5 Hall of Fame en 1995.

## Carrière professionnelle (1988-2000)
Legler joue en NBA au poste d'arrière shooteur de 1989 à 2000 avec entre-temps quelques passages en Continental Basketball Association (CBA), United States Basketball League (USBL) et même en France. Tim Legler effectue un passage au CSP Limoges en 1992. Mais sa période la plus marquante est probablement à Washington, où il joue quatre saisons, avec les Bullets de Washington - franchise qui prend le de nom de Wizards de Washington lors de ses deux dernières années - de 1995 à 1999. Il dispute sa meilleure saison en 1995-1996 où il termine premier de la ligue au pourcentage de réussite à 3-points, second au ratio de balles perdues, et il remporte le Three-point Shootout lors du NBA All-Star Game 1996. Il y détient le record de points inscrits sur trois tours (23, 22 et 20 sur un total possible de 30) soit 65 points (sur un total possible de 90).
Legler est réputé comme très bon tireur à 3-points, en en réussissant 260 sur 604 tentés en carrière, soit une moyenne de 43 %. Cela le place au quatrième rang de l'histoire de la ligue des joueurs ayant terminé leur carrière, derrière Steve Kerr, Hubert Davis et Dražen Petrović, et dans le Top 10 en comptabilisant les joueurs encore en activité. Legler évolue également sous les couleurs des Suns de Phoenix, des Nuggets de Denver, du Jazz de l'Utah, des Mavericks de Dallas et des Warriors du Golden State. Sa carrière se termine à cause d'une blessure récurrente au genou.

## ESPN
Legler apparaît régulièrement dans les programmes de ESPN NBA Shootaround, NBA Fastbreak, NBA Coast to Coast et en tant que consultant pour SportsCenter et dans diverses émissions sur ESPN Radio. Il travaille sur cette chaîne depuis 2002.

## Personnel
Legler évolua aussi au lycée John Randolph Tucker dans le Comté de Henrico, Virginie et à l'école St. Mary's Catholic à Richmond, Virginie. Sa fiancée, Christine, est une cheerleader pour les Philadelphia Eagles. En 2002, il obtint un MBA de la prestigieuse Wharton School de l'Université de Pennsylvanie.

## Palmarès
- 1990-1991: Champion USBL avec Philadelphie
- 1991-1992: Finaliste du championnat de France de N1A avec Limoges
- 1991-1992: Vice-champion de USBL avec Philadelphie

## All-Star Game
- 1988-1989: Participe au All-Stars Game WBL
- 19??-19??: Participe à 1 All-Star Game USBL
- 1995-1996: Participe au concours à 3 pts du All-Stars Game NBA

## Nominations et distinctions
- 1987-1988: Membre de la NCAA Academic All-American first Team
- 1987-1988: Membre de la MAAC first Team
- 1988: Drafté au premier tour (5e choix) par les Rochester (CBA)
- 1988: Drafté au premier tour (7e choix) de l’Open Phase par Philadelphie (USBL)
- 1995: Drafté au premier tour (5e choix) de la Phase Territorial de la draft USBL par Philadelphie
- 1994-1995: Membre de la CBA second Team
- 1995-1996: Meilleur tireur à trois points au pourcentage de NBA